# Прокопьевский драматический театр имени Ленинского комсомола
Прокопьевский драматический театр им. Ленинского комсомола (ПДТ им. Ленком) — драматический театр Кемеровской области Российской Федерации, единственный театр города Прокопьевска.
Лауреат национальной театральной премии «Золотая маска» (2011).

## История
Театр был основан 1 декабря 1945 года в городе Анжеро-Судженске (первым спектаклем был «Лес» по пьесе А. Н. Островского). В 1951 году театр был переведён в город Прокопьевск. Первым спектаклем в Прокопьевске стал «За вторым фронтом» по пьесе В. Собко на сцене ДК шахты имени Ворошилова. В 1950-е годы своего здания у театра не было, спектакли показывались на сценах различных ДК.
В 1960 году было построено здание театра в стиле неоклассицизма (архитектор — Н. П. Куренной) с залом на 800 мест. В 2007 году здание получило статус памятника архитектуры регионального значения.
В 1987—1996 годах директором и художественным руководителем театра был актёр Н. Я. Киндяков. С 1999 года директором является Л. И. Купцова.
В 2008 году в театре появилась Малая сцена.
В 2010—2012 годах главным режиссёром театра был М. М. Гацалов. В том же году спектакль театра «Экспонаты» (реж. М. Галацов) получил приз критики фестиваля «Золотая маска».
В 2010-х годах театр стал одним из центров экспериментов в области современной драматургии. С 2011 года в театре регулярно проходит режиссёрская лаборатория современной драматургии «Эксперимент 123». Результатом первой лаборатории стал спектакль «Язычники» (реж. В. Попова). Также в 2012 году была проведена драматургическая лаборатория «Живому театру — живого автора», итог которой — документальный спектакль «Горько!» (режиссёры М. Гацалов, В. Попова). Оба спектакля вошли во внеконкурсную программу фестиваля «Золотая маска».
В 2012 году театр первым в регионе провел всероссийский фестиваль современного документального театра «Прямая речь». Местные зрители смогли увидеть спектакли московских театров «Практика», «Театра Й. Бойса» и современное документальное кино от Мастерской Марины Разбежкиной.
С 2020 года в театре происходит масштабная реконструкция.
В 2021 году спектакль «Тот самый день» (реж. С. Лобастова) получил гран-при фестиваля «Коляда-plays».

## Образовательная деятельность
Театр оказывает содействие актёрскому отделению Прокопьевского колледжа искусств, где педагогическую деятельность осуществляют актёры театра: Сергей Стасюк, Анатолий Иванов, Наталья Денщикова.

## Труппа
В театре служат заслуженные артисты Алевтина Серебрякова, Владимир Марченко, Светлана Попова.